# Windy Cantika Aisah
Windy Cantika Aisah (ur. 11 czerwca 2002 w Bandungu) – indonezyjska sztangistka, brązowa medalistka olimpijska, mistrzyni świata juniorów.
Na igrzyskach olimpijskich w Tokio w 2020 roku wywalczyła brązowy medal w wadze muszej. W zawodach tych wyprzedziły ją tylko Chinka Hou Zhihui i Saikhom Mirabai Chanu z Indii. 
W 2021 roku zwyciężyła w wadze muszej na mistrzostwach świata juniorów w Taszkencie, a na rozgrywanych dwa lata wcześniej mistrzostwach świata juniorów w Suvie była druga.

## Udział w zawodach międzynarodowych
| Impreza                                            | Rok  | Miejsce  | Kategoria | Wynik  | Wynik   |
| Impreza                                            | Rok  | Miejsce  | Kategoria | Punkty | Miejsce |
| -------------------------------------------------- | ---- | -------- | --------- | ------ | ------- |
| Igrzyska olimpijskie                               | 2020 | Tokio    | do 49 kg  | 194    | brąz    |
| Mistrzostwa świata w podnoszeniu ciężarów          | 2019 | Pattaya  | do 49 kg  | 182    | 9.      |
| Mistrzostwa Azji w podnoszeniu ciężarów            | 2019 | Ningbo   | do 49 kg  | 177    | 7.      |
| Mistrzostwa Azji w podnoszeniu ciężarów            | 2020 | Taszkent | do 49 kg  | 189    | 4.      |
| Mistrzostwa świata juniorów w podnoszeniu ciężarów | 2019 | Suva     | do 49 kg  | 179    | srebro  |
| Mistrzostwa świata juniorów w podnoszeniu ciężarów | 2021 | Taszkent | do 49 kg  | 191    | złoto   |